# Pistolet Benelli B76
Pistolet Benelli B76 – włoski 9 mm pistolet samopowtarzalny.
Pistolet włoskiej produkcji przystosowany do 9 x 19 mm naboju pistoletowego Parabellum. Działanie na zasadzie ryglowania inercyjnego, a zasilanie z pudełkowego magazynka o pojemności 8 nabojów. Jego odmianą jest pistolet Benelli MP3S, używany do celów treningowych.